# Cop de calor
Es considera cop de calor l'estat en què la temperatura corporal passa de 40 °C. En la hipertèrmia el punt d'ajust hipotalàmic no canvia, però la temperatura corporal puja superant els mecanismes de regulació de temperatura. Com a conseqüència d'això es produeix l'anomenat cop de calor.
És important saber que no cal estar exposat al sol directament, el cop de calor es produeix a causa de les altes temperatures externes o l'esforç físic. Els factors de risc inclouen onades de calor, alta humitat, certs fàrmacs com diürètics, bloquejadors beta o alcohol, malalties cardíaques i trastorns de la pell. Els casos no associats amb l'esforç físic solen tenir lloc en els extrems d'edat o en persones amb problemes de salut a llarg termini. El diagnòstic es basa en els símptomes. És un tipus d'hipertèrmia. És diferent de la febre, en què hi ha un augment fisiològic del punt de fixació de la temperatura.
La malaltia sol afectar dos grups de població, d'una banda individus sans que realitzen exercici físic intens (cop de calor per esforç), i d'altra banda, ancians o malalts (cop de calor clàssic).

## Símptomes
Els símptomes i conseqüències del cop de calor són temperatura corporal superior a 40.0 °C (104.0 °F) i confusió, incloent la pell vermella, seca o humida, mal de cap i marejos. L'inici pot ser sobtat o gradual, amb altres símptomes com:
- deliri
- broncoaspiració
- nàusees
- vòmits
- crisis epilèptiques (convulsions)
- alteracions subtils del comportament
- cefalea (mal de cap)

## Complicacions
Les complicacions poden incloure
- convulsions
- rabdomiòlisi
- insuficiència renal
- coma
- mort

La gran varietat de símptomes pot emmascarar l'afecció i dificultar un primer diagnòstic, i pot portar a provocar la mort si no es prenen les mesures adequades.
| Criteri                   | Clàssic                  | Per exercici físic |
| ------------------------- | ------------------------ | ------------------ |
| Edat                      | Ancians                  | Gent jove          |
| Salut                     | Malalts crònics          | Gent sana          |
| Activitat física          | Sedentària               | Exercici intens    |
| Fàrmacs                   | Habitualment             | No o rarament      |
| Transpiració              | Pot estar absent         | Habitual           |
| Acidosis làctica          | Absent                   | Present            |
| Hiperpotasemia            | Absent                   | Sol estar present  |
| Hipoglucèmia              | Rar                      | Habitual           |
| Rabdomiolisi              | Elevació lleugera de CPK | Freqüent i greu    |
| Insuficiència renal aguda | Menor del 5 %            | del 25 al 30 %     |
| CID                       | Rara                     | Habitual           |

Se sol descobrir el cop de calor per l'ambient calorós o per l'exercici físic (anamnesi), per l'elevada temperatura corporal i per la depressió del sistema nerviós central. Durant una onada de calor cal prendre la temperatura de tota persona en estat de coma (ja que sol estar sempre present en el cas de cop de calor). Les manifestacions neurològiques són difícils de percebre, així com la diaforesi o una temperatura corporal per sobre 41° C poden "no estar presents" (si ja s'estan refredant), i l'existència d'anhidrosi no descarta el diagnòstic de cop de calor (especialment en ancians).

## Causes
El cop de calor és una síndrome de lesió per calor de base ambiental, conjuntament o no amb rampes per calor i esgotament per calor. La progressió del cop de calor passa prèviament per l'estrès per calor i per les rampes per calor, encara que algunes persones passen a una situació d'esgotament per calor, mentre que d'altres pateixen directament el cop de calor. Les causes d'això segueixen sent desconegudes, però sembla donar-se una predisposició genètica, que inclou les citocines, proteïnes de coagulació i proteïnes de xoc tèrmic, que influeixen en l'adaptació a la calor, així com l'aclimatació ambiental.
Una nova possible definició que es barreja és una forma d'hipertèrmia lligada a una resposta inflamatòria sistémica, amb una evolució a FMO (fallada multiorgànica), amb predomini d'encefalopatia.

### Augment de la producció de calor
- exercici físic
- febre
- tirotoxicosi
- metabòliques
- drogues

### Disminució de la pèrdua de calor
- augment de la temperatura ambiental
- ambients humits
- deshidratació
- drogues
- disminució de la capacitat de suar (malalties de la pell o fàrmacs)

### Alteració dels mecanismes moderadors
- persones amb discapacitat física
- disminuïts psíquics

## Progressió
La temperatura corporal per sobre de 40 °C posa la vida sota amenaça de mort. Comparada amb la temperatura normal corporal humana de 36,6 - 37,5 °C. A 41 °C comença la mort cerebral, a 44 °C la mort està assegurada. Temperatures internes per sobre de 50 °C causen rigidesa muscular i, certament, la mort immediata.

## Tractament
El tractament es basa en el refredament immediat (menys de 2 hores), i el suport per mantenir els sistemes i òrgans. És vital refredar al més aviat possible. Si es triga més de dues hores, la mortalitat se situa en el 70%. Es comença portant el pacient a un lloc més fred, despullant-lo i mullant-li la pell (el trasllat es realitza amb les finestretes del transport abaixades, excepte si es fa en helicòpter). L'objectiu és arribar als 39 °C de temperatura corporal, i quan s'arribi a l'hospital continuar en la unitat de vigilància intensiva amb suport als òrgans.

### Mètodes de refredament externs
Depenen de la transmissió de calor del cos a la pell, i d'aquesta a l'ambient. Es busca que es mantingui el flux sanguini cutani.
- Mètode conductiu. Portar el pacient a un lloc fresc i a l'ombra, i aplicar compreses fredes al coll, engonals, aixelles i cap.
- Mètode evaporatiu-convectiu: despullar el malalt i ruixar-lo amb aigua a 15 °C (en esprai), i ventar 30 vegades per minut amb aire calent (45-4 °C, possiblement valgui en ambient calorós). El corrent d'aire busca mantenir la pell a 30-32° C per evitar la vasoconstricció (i que deixi de fluir sang i calor del cos a la pell). La temperatura baixarà d'aquesta manera 1 °C cada 11 minuts, esperant baixar la temperatura a 39,4 °C en seixanta minuts. Aquest mètode aconsegueix que la mortalitat es redueixi del 70% a l'11%.
- Altres mètodes. Immersió del pacient en aigua (gelada si pot ser), o envoltar-ho de glaçons i ruixar amb sal (provocant el desglaç i l'absorció de calor). Aquests mètodes tenen els inconvenients de detenir el flux de sang i calor de l'interior del cos a la pell, necessitant un massatge cutani per mantenir el flux. És un mètode efectiu però perillós, i amb problemes de col·lapse cardiovascular, i cal mantenir al pacient vigilat.
- Les mantes de refredament són poc eficaces i es recomana evitar-les (encara que siguin comunament utilitzades).

### Mètodes de refredament interns
S'usen quan fallen els mètodes externs.
- Rentada peritoneal (amb sèrum salí a 20 °C)
- Rentada gàstrica (amb sèrum salí a 9 °C)
- Hemodiàlisi o by-pass cardiopulmonar (es refreda la sang fora, i se li torna a injectar al pacient).
- Experimentalment s'ha provat en animals la injecció de sèrum salí gelat en venes grans (femoral, jugular). Els resultats mostren un efecte protector del cervell després del cop de calor.

El refredament es detindrà en arribar als 39 °C.
-Roba refrigerant. La roba refrigerant aporta un refresc corporal entre 10 i 15 °C. Aquesta forma de refrigeració no només serveix per a atletes com els futbolistes o pilots de Fórmula 1. Encara que soni molt bé, a causa de la biologia de cada individu, és necessari provar aquesta roba durant una estona. La més eficaç és la roba refrigerant seca, que inclou polímers o un gel "Fleece". Aquest producte s'activa mullant-lo durant 1 minut. Després d'haver assecat el producte, com pot ser una armilla refrigerant, està llest per usar-se.